# Jim Presley
James Arthur Presley (né le 23 octobre 1961 à Pensacola, Floride, États-Unis) est un joueur de troisième but au baseball ayant joué de 1984 à 1991 dans les Ligues majeures.
Il est en 2012 l'entraîneur des frappeurs des Orioles de Baltimore.

## Carrière de joueur

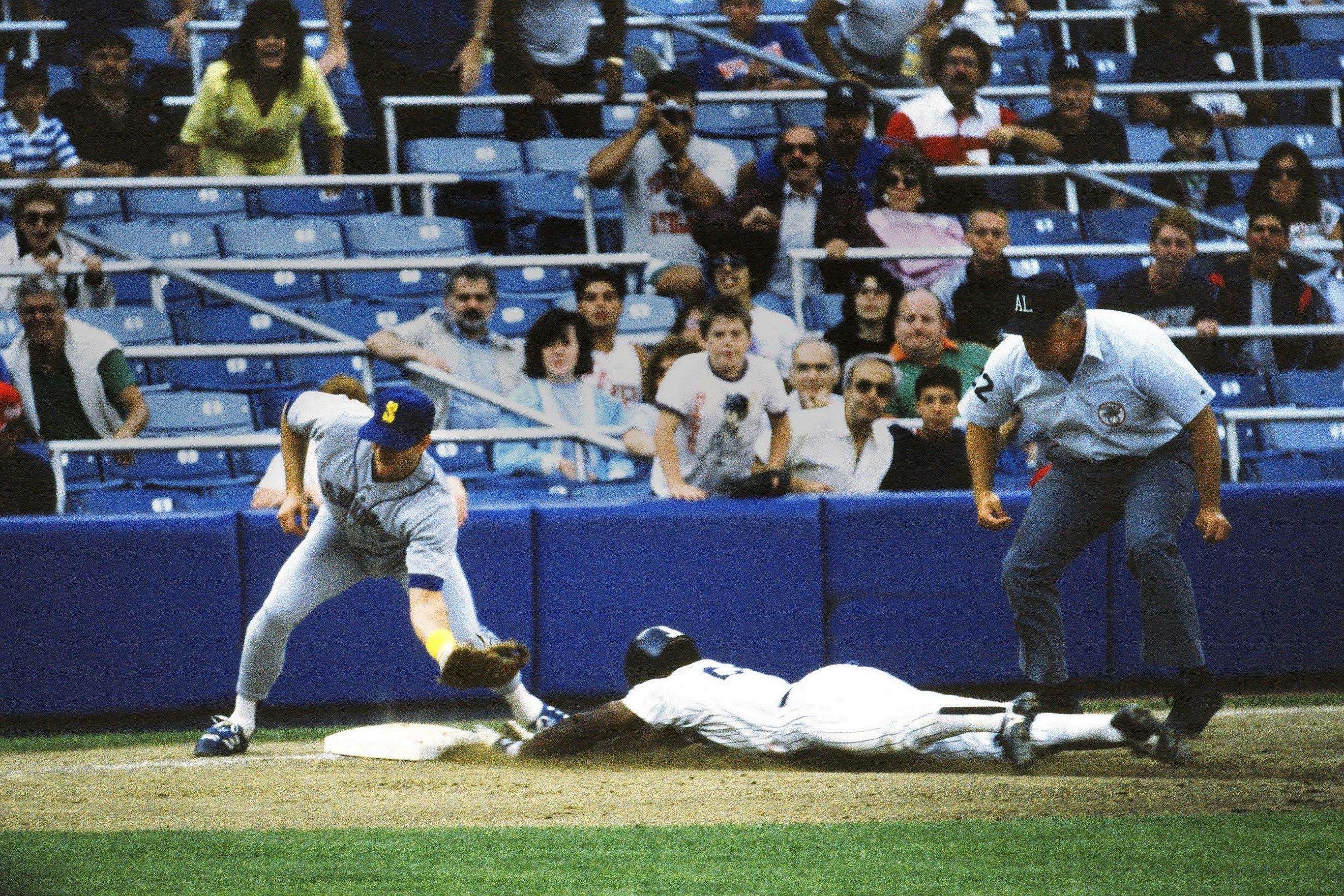
Jim Presley (à gauche) couvre le troisième sur un vol de but de Rickey Henderson en 1988.

Jim Presley est un choix de quatrième ronde des Mariners de Seattle en 1979. Il fait ses débuts dans le baseball majeur avec cette équipe le 24 juin 1984. À sa première saison entière en 1985, il frappe un sommet en carrière de 28 coups de circuit et totalise 84 points produits. Il connaît sa meilleure année en 1986 avec ses records personnels de 163 coups sûrs et 107 points produits, en plus de frapper 27 longues balles. Invité au match d'étoiles à la mi-saison, Presley apparaît dans le top 10 de la Ligue américaine cette année-là pour les points produits, les coups sûrs de plus d'un but (64) et le total de buts (285). En 1987, il connaît une troisième saison consécutive de plus de 20 circuits, terminant avec 24 et faisant marquer 88 points.
Le joueur de troisième but, qui évolue à l'occasion au premier coussin durant sa carrière, s'aligne avec les Mariners jusqu'en 1989. Le 24 janvier 1990, Seattle l'échange aux Braves d'Atlanta en retour du lanceur Gary Eave. Il améliore ses statistiques à Atlanta en 1990 avec 19 circuits et 72 points produits, ses plus hauts totaux depuis 1987. Il joue ses 20 derniers matchs en 1991 avec les Padres de San Diego.
Jim Presley a disputé 959 parties dans la Ligue majeure de baseball, dont 799 avec Seattle. Il présente une moyenne au bâton à vie de ,247 avec 875 coups sûrs, 135 circuits, 495 points produits et 413 points marqués.

## Carrière d'entraîneur
En 1998, Jim Presley fait partie du personnel d'instructeurs des Diamondbacks de l'Arizona, qui dispute la première saison de leur histoire. De cette première saison jusqu'en 2000, il est l'entraîneur des frappeurs de l'équipe.
De 2006 à 2010, il est entraîneur des frappeurs des Marlins de la Floride, perdant son poste le 23 juin 2010 en même temps que le manager Fredi González.
Il est instructeur des frappeurs des Orioles de Baltimore depuis la saison 2011, retrouvant Buck Showalter qui dirigeait les Diamondbacks lors de leurs premières saisons.